# سردر دانشگاه علوم پزشکی بابل

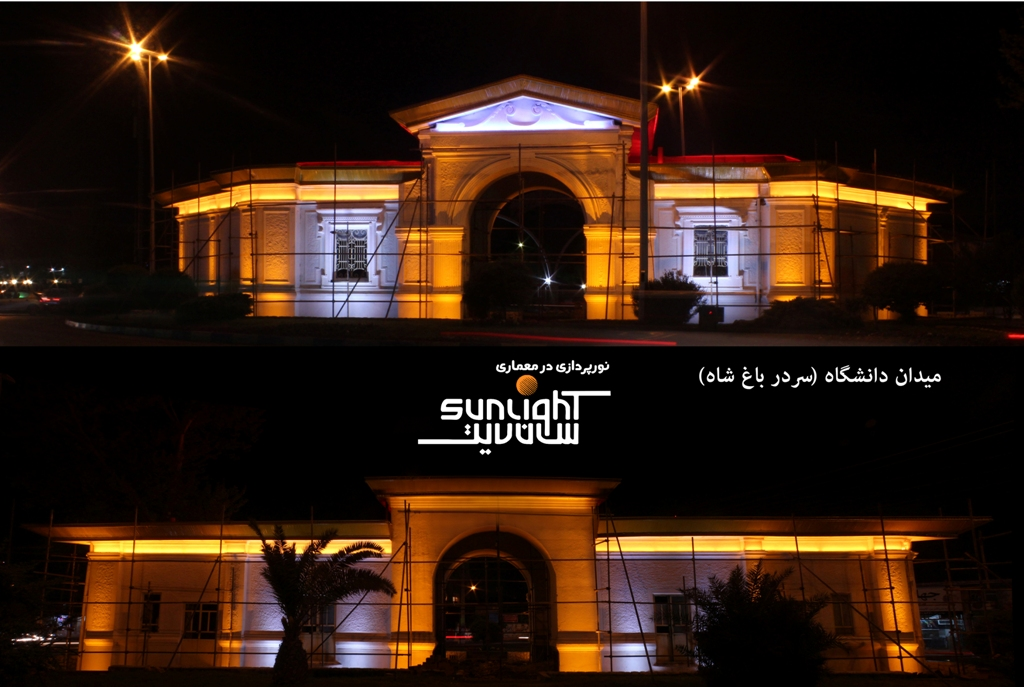

سردر دانشگاه علوم پزشکی بابل مربوط به دوره پهلوی اول است و در بابل واقع شده و این اثر در تاریخ ۱ مهر ۱۳۸۲ با شمارهٔ ثبت ۱۰۲۸۱ به‌عنوان یکی از آثار ملی ایران به ثبت رسیده‌است.